# Сомбор (городское поселение)
Сомбор (серб. Град Сомбор) — городское поселение в Сербии, входит в Западно-Бачский округ.
Население городского поселения составляет 91 631 человек (2007 год), плотность населения составляет 78 чел./км². Занимаемая площадь — 1177 км², из них 84,1 % используется в промышленных целях.
Административный центр городского поселения — город Сомбор. Городское поселение Сомбор состоит из 16 населённых пунктов, средняя площадь населённого пункта — 73,6 км².

## Статистика населения
| Год  | Население, чел. |
| ---- | --------------- |
| 1991 | 97 276          |
| 2001 | 97 515          |
| 2002 | 97 017          |
| 2003 | 96 028          |
| 2004 | 94 981          |
| 2005 | 93 946          |
| 2006 | 92 887          |
| 2007 | 91 631          |

### Национальный состав
- Сербы (61,48 %);
- Венгры (12,73 %);
- Хорваты (8,33 %);
- Югославы (5,24 %);
- Буневцы (2,81 %).

## Населённые пункты
Городское поселение включает в себя собственно город Сомбор и следующие населенные пункты:
| - Алекса-Шантич - Бачки-Брег - Бачки-Моноштор - Бездан - Гаково | - Дорослово - Кляичево - Колут - Растина - Риджица | - Светозар-Милетич - Станишич - Стапар - Телечка - Чонопля |

- Населённые пункты с сербским этническим большинством: Сомбор, Алекса-Шантич, Гаково, Кляичево, Колут, Растина, Риджица, Станишич, Стапар и Чонопля.
- Населённые пункты с хорватским (шокцы) этническим большинством: Бачки-Брег и Бачки-Моноштор.
- Населённые пункты с венгерским этническим большинством: Бездан, Дорослово и Телечка.
- Светозар-Милетич является населённым пунктом со смешанным населением (исконные жители — венгры).